# 迪拜上城大厦
迪拜上城大厦，是阿联酋迪拜的一座摩天大樓，高333公尺、77層樓，於2017年動工、总体项目于2023年完工，是迪拜第18高摩天大楼。